# Александрида
Александрида је средњовековни роман о Александру Великом и његовом освајању света.

### Роман о Александру Великом
Роман о Александру Великом је прерада историје његових ратова, али прерада у којој је од иначе легендарне личности македонског краља направљена фантастична фигура. Роман је био преведен на српски језик у XIV веку и налази се у три верзије, у глагољској, ћириличној и у босанској ћирилици. Роман је веома дуг, износи преко сто страна.
У хрватској средњовековној књижевности сачувана су два превода романа. Писани су босанчицом, један на чакавском наречју (из половине XVI века), други, млађи, на штокавском. Оба су преводи црквенославенско-српског изворника који је у Русији добио назив српске Александрије. Језик се у том изворнику називао српским, па су тај назив задржали и хрватски преводиоци.
И дубровачки песници спомињу Лесандра Србљанина, а Александрову повељу, којом је он Словенима поделио нарочите повластице, а на коју се Чеси и Пољаци позивају већ у XIII веку, спомињу с нарочитим поносом историчар Мавро Орбини и Андрија Качић-Миошић у Разговору угодном.
Својим карактером пучке књиге роман је био близак народној психи па је деловао и на народну усмену књижевност. Неке од трагова у нашој народној књижевности забележио је Стојан Новаковић у споменутој књизи. Тако епизоду с путовањем војске „тамним вилајетом“ по ситном камењу које се касније показало као драго камење бележи Вук у Рјечнику уз натукницу „Тама“, а другу варијанту те згоде забележио је Н. Дучић у Црној Гори. Исто тако често се јавља епизода с бесмртном (живом) водом, па она о Дарију и Пору. У Женидби Душановој његова се изабраница зове Роксанда, име зацело преузето из романа о Александру.
Због дифузног стања традиције романа неке епизоде нису у рукописима потпуно јасне. Занимљиво је да често наши стари преводи дају објашњења за нејасноће у грчким текстовима. Тако није баш разумљиво због чега Александар убија свог оца Нектанеба, гурнувши га у провалију док му овај тумачи небеске појаве. Објашњење које се понекад наводи да га убија зато што Нектанеб не зна земаљско а тежи дознати небеско није баш прихватљиво. Код Стојана Новаковића налазимо потпуно друго и много логичније објашњење које не баца тако ружну слику на Александра. Александар пита Нектанеба да ли зна од кога ће умрети. Овај одговори да ће умрети од свог чеда. Да би га утерао у лаж, Александар гурне старца у провалију и тиме се, дакако, на помало едиповски начин пророчанство испуњава. На гозби код Дарија Александар сакрива у њедра златне чаше у којима се наздравља. У грчким се рукописима не види смисао овог типично фолклорног мотива, али се он открива у нашим рукописима: на бегу из Даријевог града Александар тим чашама поткупљује стражаре на улазним вратима и тако успева умаћи потери.